# Cecropia puberula
Cecropia puberula är en nässelväxtart som beskrevs av C. C. Berg och P. Franco Rosselli. Cecropia puberula ingår i släktet Cecropia och familjen nässelväxter. Inga underarter finns listade i Catalogue of Life.